# Chanoz-Châtenay
Chanoz-Châtenay település Franciaországban, Ain megyében. Lakosainak száma 943 fő (2022. január 1.). Chanoz-Châtenay Chaveyriat, Condeissiat, Neuville-les-Dames és Vonnas községekkel határos.

## Népesség
A település népességének változása:
| Lakosok száma | 475  | 453  | 476  | 617  | 756  | 804  | 844  | 895  | 921  | 943  |
|               | 1968 | 1982 | 1990 | 2006 | 2013 | 2015 | 2017 | 2019 | 2020 | 2022 |